# Петрово (Ступинский район)
Петрово — деревня в Ступинском районе Московской области в составе Городского поселения Жилёво (до 2006 года — входила в Новоселковский сельский округ). На 2016 год в Петрово 9 улиц, пансионат Заря и 1 садовое товарищество, деревня связана автобусным сообщением с райцентром.

## Население
| 2002 | 2006 | 2010 |
| ---- | ---- | ---- |
| 213  | ↗214 | ↘194 |

Петрово расположено в центральной части района, на обоих берегах реки Каширка, у устья реки Березинка, высота центра деревни над уровнем моря — 129 м. Ближайшие населённые пункты: село Колычево — около 1,5 км на северо-запад и Возрождение — примерно в 2 км на юг.